# 신정민
신정민(1986년 6월 26일 ~ )은 대한민국의 전직 스타크래프트, 스타크래프트 II 프로게이머 출신 게임 해설자이다.  무작위왕, SUPERSTAR이라는 아이디를 사용하며, 종족은 랜덤이다.

## 개요

#### 스타크래프트
2003년 하반기 KOR에 입단하며 프로게이머 생활을 시작했다.
온게임넷 스파키즈 소속이었던 신정민은 2006년 8월 28일 한빛 스타즈(현 웅진 스타즈)로 이적했다.
2009년 4월 14일 은퇴하였다.
2009년 8월 28일부터 이스트로의 전략 코치로 영입되어, 2010년 10월까지 이스트로의 전략 코치로 활동하였다.

#### 스타크래프트 II
2010년 10월 STARTALE팀에 합류하여 스타크래프트 II 프로게이머로 활동하였다. 초기 종족은 저그였으며 이후 랜덤으로 종족을 전향했다.
평소 친분이 있었던 '기사도' 황영재와 함께 곰TV에서 방송중인 기사도의 스타챌린지의 '무작위왕을 이겨라' 코너를 진행 중이였지만 현재는 서경환 캐스터와 방송을 한다.
곰TV에서 방송 중인 스타2 레디액션에서 무작위왕 S2 토르의 심판, 팀플 롸잇나우, DoDo 유즈맵 & 거캐 키우기 코너에서 진행하고 있으며, 연승전 코너에서 진행하는 '기사도' 황영재가 스케줄로 부재하는 경우에 신정민이 대신 진행하기도 한다.
2011년 12월 29일, 공익근무요원으로 소집되어 입대하였으며 2013년 12월 28일 소집해제하였다.

### 히어로즈 오브 더 스톰
2015년 히어로즈 오브 더 스톰 비제이를 하고 있으며 인벤 방송국에서 현재 해설과 게스트로 활동 중이다.

## 프로리그
개인전
vs T 1승 6패(14.3%)
vs Z 2승 3패(40%)
vs P 1승 2패(33.3%)
통합 4 승 11 패 (26.7%)

## 수상 경력

### 스타크래프트
- 2003년 MBC게임 전자랜드배 4위
- 2004년 2004 EVER 스타리그 16강
- 2005년 IOPS 스타리그 16강
- 2007년 신한은행 프로리그 2007 전기리그 팀플전 다승왕
- 2007년 신한은행 프로리그 2007 전기리그 팀플 조합상 (김인기,신정민)
- 2007년 2007 서울 국제 e스포츠 페스티벌 스타크래프트 256강전 32강
- 2008년 곰TV TG삼보-인텔 클래식 2008 시즌1 32강

### 스타크래프트 II
- 2010년 Sony Ericsson 스타크래프트 2 오픈 시즌 3 64강
- 2011년 Sony Ericsson GSL Oct. Code A 16강
- 2011년 Sony Ericsson GSL Nov. Code A 48강

## 럭비
중학교 1학년부터 2학년까지 럭비를 했다.